# Yojiro Uetake
Yojiro Uetake (japonès: 上武 洋次郎)  (Tatebayashi, 12 de gener de 1943) és un lluitador japonès, ja retirat, guanyador de dues medalles olímpiques.
Va participar, als 21 anys, en els Jocs Olímpics d'Estiu de 1964 realitzats a Tòquio (Japó), on va aconseguir guanyar la medalla d'or en la prova de pes gall de la lluita lliure. En els Jocs Olímpics d'Estiu de 1968 celebrats a Ciutat de Mèxic (Mèxic) aconseguí revalidar el títol olímpic.
El 2005 va ser inclòs al FILA Hall of Fame.